# Housing association

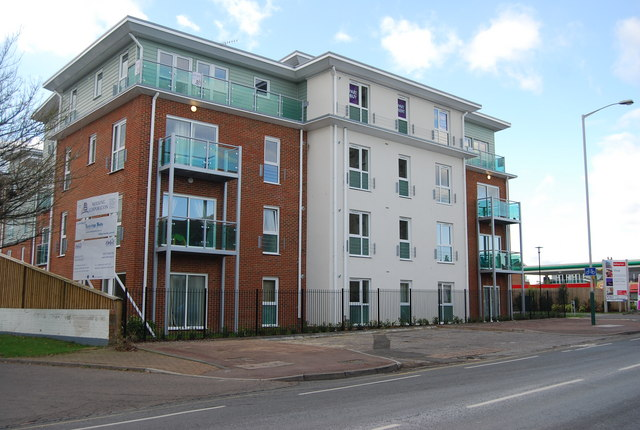
Housing association development à Royal Tunbridge Wells

Les Housing associations sont des organisations britanniques, à but non lucratif, gérant une large partie du parc de logements sociaux du Royaume-Uni. Elles se sont développées à partir des années 1980, en reprenant une large partie du parc de logements sociaux des collectivités locales.